# Andrew Carnegie

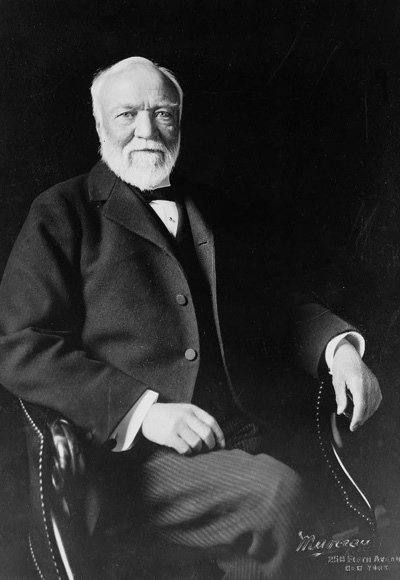
Andrew Carnegie

Andrew Carnegie (engl. [ˈændruː kɑː(r)ˈneɪɡi]; * 25. November 1835 in Dunfermline, Grafschaft Fife, Schottland, Vereinigtes Königreich; † 11. August 1919 in Lenox, Massachusetts) war ein US-amerikanischer Tycoon in der Stahlbranche.
Carnegie war einer der reichsten Menschen seiner Zeit. Er war auch als Philanthrop berühmt und spendete insgesamt mehr als 350 Millionen US-Dollar, was heute etwa 11,9 Milliarden US-Dollar entspricht.

## Leben

### Jugend

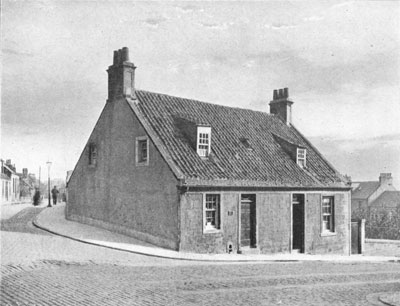
Carnegies Geburtshaus in Dunfermline

Andrew Carnegie wurde 1835 in der schottischen Stadt Dunfermline als Sohn des Webers William Carnegie und Margaret Morrisons, der Tochter des Schuhmachers und Gerbers Thomas Morrison, geboren. Er wurde erst mit acht Jahren eingeschult. Seine Eltern hatten ihn selbst entscheiden lassen, wann er mit dem Schulunterricht beginnen wolle.
Die Erwerbssituation für Carnegies Vater wurde schlechter, da die einsetzende Maschinisierung das Weben von Hand zunehmend unrentabel machte. 1848 wanderte die Familie in die USA aus und ließ sich in der Stadt Allegheny nieder, einem heutigen Stadtteil von Pittsburgh in Pennsylvania.

### Erste Arbeitserfahrungen
Schon im Alter von 13 Jahren arbeitete Carnegie als Spuler in einer Baumwollspinnerei. Dort verdiente er 1,20 US-Dollar pro Woche. Neben seinem Zwölf-Stunden-Arbeitstag lernte er an einer Abendschule.
Mit 14 Jahren wechselte Carnegie zu einem Telegraphenamt in Pittsburgh und lernte dort das Telegraphieren. Dort wurde auch der Leiter der Western Division der Pennsylvania Railroad Thomas A. Scott auf die Fähigkeiten Carnegies aufmerksam und machte ihn zu seinem Sekretär. Carnegie stieg im Unternehmen auf und erreichte die Position des Leiters des Eisenbahnbereichs Pittsburgh. Als Scott im Amerikanischen Bürgerkrieg stellvertretender Kriegsminister wurde, ging Carnegie mit ihm nach Washington, D.C. und arbeitete als seine rechte Hand. Ein Teil von Carnegies Aufgabe bestand darin, das militärische Telegraphensystem zu organisieren.

### Investitionen in Stahl

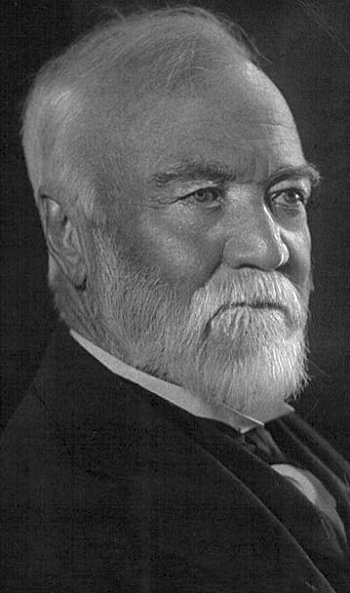
Andrew Carnegie

Nach Kriegsende erbte Andrew Carnegie von Thomas A. Scott die Leitung der Western Division der Pennsylvania Railroad. 1865 verließ Andrew Carnegie die Eisenbahngesellschaft, um sein eigenes Unternehmen aufzubauen. Geschickt investierte Carnegie in verschiedene Unternehmen, darunter mehrere Eisenhütten und Eisenwerke. Die wichtigste Investition davon war ein 20%iger Anteil an Keystone Bridge. Bei regelmäßigen Besuchen in Großbritannien bemerkte er die schnelle Entwicklung in der Eisenindustrie. Henry Bessemers Umwandler von Roheisen in Stahl beeindruckte ihn, und ihm wurde klar, dass Stahl Gusseisen in der Produktion schwerer Güter ersetzen würde. 1870 errichtete er seinen ersten Hochofen, der die von Bessemer entwickelten Ideen nutzte. 1873 errichtete Carnegie ein Stahlwerk, das er nach dem Präsidenten seines ehemaligen Arbeitgebers Pennsylvania Railroad, J. Edgar Thompson, benannte. Dies war eine geschickte Idee, denn schon kurz nach dem Bau erhielt Carnegie einen Großauftrag von ebendiesem Unternehmen.
Obwohl er mehrere Partner in sein Unternehmen brachte, bestand Carnegie immer darauf, die Mehrheit an seinen Unternehmen zu halten. Diese Mehrheit behielt er auch, als er 1881 seine Firma mit der von Henry Clay Frick fusionierte. Carnegie war zuvor einer der besten Kunden des Koksproduzenten Frick und erzielte durch die Fusion eine lohnende vertikale Integration der beiden Unternehmen.
1889 zog sich Carnegie aus dem operativen Geschäft zurück und überließ die Führung seinem Geschäftspartner Henry Clay Frick. Zu dieser Zeit bestand die Firma aus mehreren Stahlwerken und Hochöfen im Raum Pittsburgh. Frick fasste 1892 alle Geschäftsteile in der Carnegie Steel Company zusammen. Das Unternehmen war zu dieser Zeit das größte Stahlunternehmen der Welt. Um die Gewinne zu erhöhen, senkte Frick die Löhne der Arbeiter. Daraufhin bestreikten die Arbeiter, angeführt durch die Gewerkschaft Amalgamated Iron and Steel Workers Union, das Werk in Homestead. Während Carnegie sich in Schottland auf seinem Sommersitz Skibo Castle aufhielt, eskalierte der Konflikt, als Frick 300 Streikbrecher in das Werk bringen ließ. In dem bewaffneten Kampf starben zehn Menschen und 60 weitere wurden verletzt, bis der Gouverneur das Kriegsrecht über Homestead verhängte. Carnegie war erbost über Frick, da dieser Carnegies Anweisung, keine Streikbrecher einzusetzen, missachtete. Er kritisierte Frick aber nicht öffentlich und musste so persönlich die Verantwortung für die Vorfälle übernehmen.
Weitere Konflikte zwischen Frick und Carnegie führten dazu, dass 1899 Carnegie Frick für 15 Millionen US-Dollar dessen Unternehmensanteil abkaufte.
Als Carnegie sich 1901 zur Ruhe setzte, konnte er sein Unternehmen für 480 Millionen US-Dollar an den Bankier J. P. Morgan verkaufen. Dieser und Elbert H. Gary gründeten 1901 die Firma US Steel durch die Fusion der Stahlproduktionsstätten Carnegies mit ihren eigenen, die in der Federal Steel Company lagen.
Nach der Kaufkraft von 1914 besaß er ein Vermögen von 372 Milliarden US-Dollar und lag damit nach John D. Rockefeller und Cornelius Vanderbilt an dritter Stelle der reichsten US-Bürger.
Andrew Carnegie starb 1919 in Lenox. Er wurde auf dem Sleepy Hollow Cemetery in Tarrytown beerdigt. Seine Frau Louise Whitfield Carnegie, die er 1887 ehelichte und mit der er als einziges Kind die Tochter Margaret Carnegie Miller hatte, überlebte ihn um 26 Jahre.

## Philanthropisches Wirken

### Stiftungen

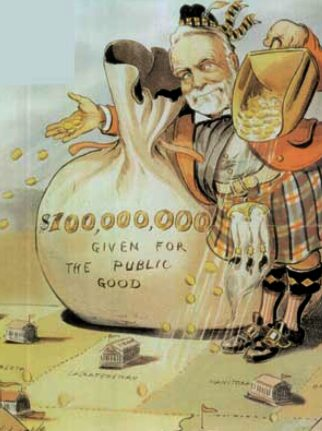
Andrew Carnegies Philanthropie. Karikatur von Louis Dalrymple im Magazin Puck, 1903

In seinem 1889 erschienenen Essay Das Evangelium des Reichtums schrieb Carnegie: „Der Mann, der reich stirbt, stirbt in Schande.“ Getreu diesem Motto gründete Carnegie in den USA und in Europa zahlreiche Stiftungen, die in unterschiedlichsten Bereichen tätig waren oder teilweise immer noch sind. In einem Artikel für die Zeitschrift The North American Review beschrieb er 1889, an welchen Stellen sich seiner Ansicht nach Philanthropie lohnt. Carnegie wollte den Fleißigen und Ehrgeizigen helfen, sich selber zu helfen. Sein Hang zur Philanthropie unterschied ihn von vielen anderen Multimillionären seiner Zeit. Joseph Frazier Wall und Harold C. Livesay erklären sich sein Engagement damit, dass er als Junge in Schottland durch seinen Vater und einen Onkel die Ideen des Chartismus kennenlernte.
Der US-amerikanische Publizist Matthew Josephson führte Carnegie in seinem 1934 erschienenen Buch The Robber Barons: The Great American Capitalists, 1861–1901 allerdings auch als ein Negativbeispiel für unmoralisches Handeln in der Wirtschaft auf.
Carnegie Hero Trust Funds
Beeindruckt durch das mutige Handeln zweier Männer, die 1904 unter Lebensgefahr bei einem Minenunglück viele Verschüttete retteten, aber zusammen mit 179 anderen Männern starben, gründete er in elf Ländern Carnegie Hero Trust Funds, die besonders selbstlos handelnde Menschen auszeichnen sollten. Die Stiftungen leisten verletzten Rettern oder den Hinterbliebenen verstorbener Retter auch finanzielle Hilfe. Als ersten Hero Trust Fund gründete Carnegie 1904 in Amerika die Carnegie Hero Fund Commission.
Stiftung für internationalen Frieden

Im Jahr 1910 stellte Carnegie zehn Millionen US-Dollar für ein Endowment unter dem Namen Carnegie Endowment for International Peace zur Verfügung, maßgeblich dazu überredet von dem Philosophen und Friedensaktivisten Nicholas Murray Butler. Am 25. November 1910, seinem 75. Geburtstag, kündigte Carnegie die Errichtung der Stiftung an. Als ersten Präsidenten der Stiftung wählte Carnegie den ehemaligen Außen- und Kriegsminister Elihu Root aus, dem 1912 der Friedensnobelpreis verliehen wurde. Die Carnegie Endowment for International Peace stellte in den Folgejahren einen der wichtigsten finanziellen Stützpfeiler der internationalen Friedensarbeit dar.
Carnegie war zuvor 1898 bereits (als einziger Unternehmer) Mitbegründer der American Anti-Imperialist League, die sich gegen den Spanisch-Amerikanischen Krieg und den Philippinisch-Amerikanischen Krieg einsetzte.
Mit 1,5 Millionen Dollar war er maßgeblich an der Errichtung des Friedenspalastes in Den Haag, welcher heute unter anderem den Internationalen Gerichtshof beheimatet, beteiligt.
Öffentliche Bibliotheken

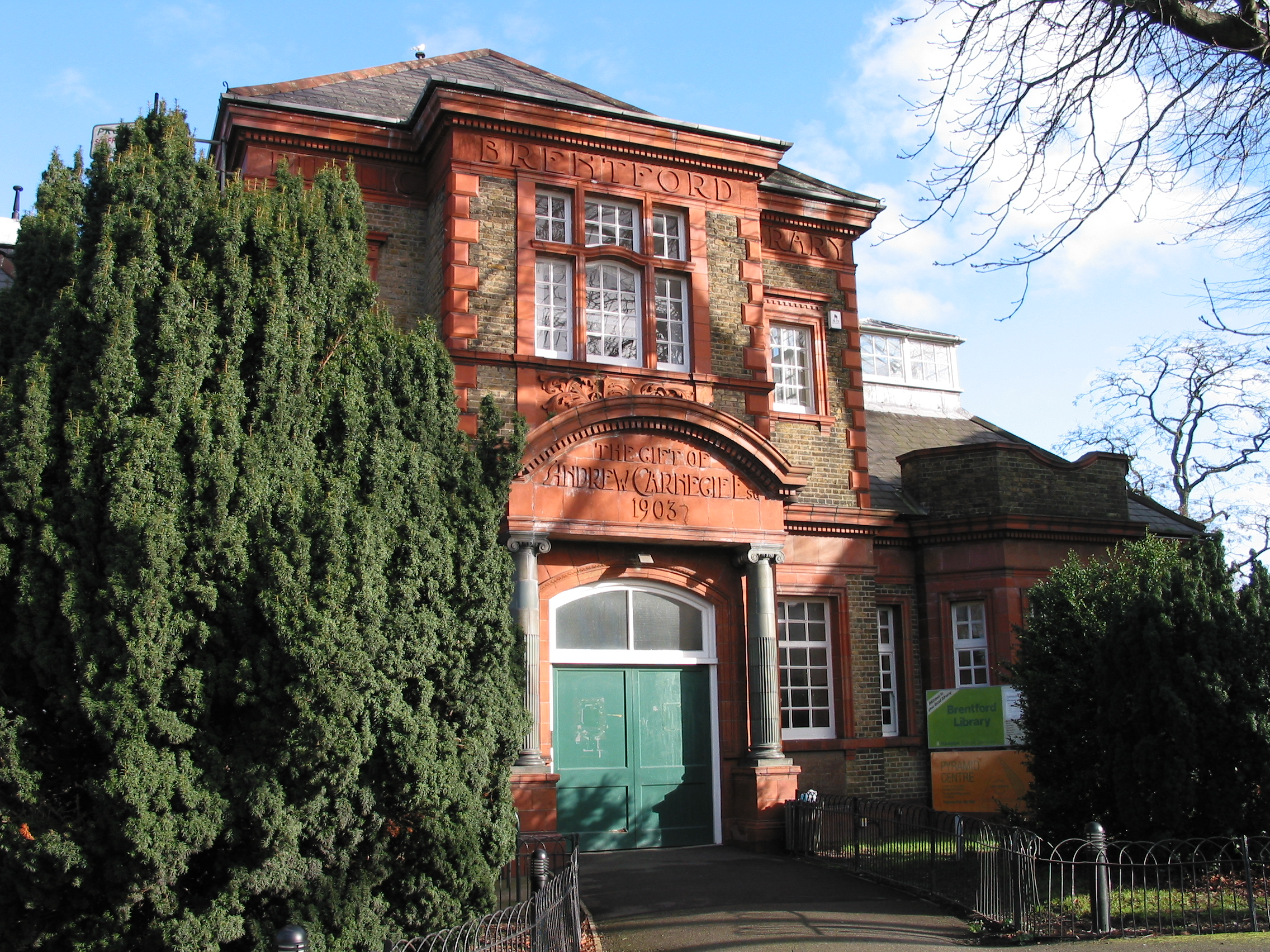
Carnegie-Bibliothek in Brentford, England

Es war Carnegies Anliegen, jedem den Zugang zu einer freien öffentlichen Bibliothek zu ermöglichen, damit jeder die Möglichkeit zur Bildung bekommt. In den USA unterstützte Carnegie – beziehungsweise die Carnegie Corporation – zwischen 1889 und 1923 die Errichtung von insgesamt 1.681 öffentlichen Bibliotheken. Damit leistete Carnegie einen großen Beitrag zum Wachstum des öffentlichen Bibliothekswesens. Insgesamt spendete er über 56 Millionen US-Dollar, um 2.509 Bibliotheken zu errichten.
Wissenschaft
Das Carnegie Institute of Technology (heutiger Name Carnegie Mellon University, nach der Fusion mit dem Mellon Institute) wurde 1900 mit einer Zehn-Millionen-Dollar-Spende von Andrew Carnegie gegründet. Carnegie wollte für die Kinder der Pittsburgher Stahlarbeiter eine erstklassige technische Schule errichten.
Am 28. Januar 1902 stiftete er weitere zehn Millionen US-Dollar für wissenschaftliche Zwecke. Diese Spende ließ die Carnegie Institution of Washington (heute Carnegie Institution for Science) entstehen, die unter anderem für die Beschreibung der embryologischen Carnegie-Stadien bekannt ist.
Carnegie Corporation of New York
Mit einem Startkapital von 125 Millionen US-Dollar, das den Großteil seines verbliebenen Vermögens darstellte, gründete Andrew Carnegie 1911 die gemeinnützige Stiftung Carnegie Corporation of New York. Es war die letzte Stiftung, die Carnegie gründete, und sie war dazu gedacht, das verbliebene Vermögen für die Förderung von Carnegies philanthropischen Zielen zu verwalten.
Die Stiftung, die Carnegie bis zu seinem Tode im Jahr 1919 als ihr Präsident leitete, ist bis heute aktiv und hat seit ihrer Gründung 1,35 Milliarden US-Dollar an Zuwendungen vergeben.
Lehrerfonds
Teachers Insurance and Annuity Association – College Retirement Equities Fund

### Kulturförderung

#### Carnegie Hall
Im Frühling 1887 traf der Leiter der New York Symphony Society und der Oratorio Society of New York, der damals 25-jährige Walter Damrosch, Andrew Carnegie auf einer Schiffsfahrt von New York nach London. Carnegie befand sich gerade mit seiner Frau Louise Whitfield auf der Hochzeitsreise nach Schottland. Die Carnegies und Damroschs freundeten sich an, und gemeinsam entwickelten sie die Idee der Carnegie Hall, deren Bau 1890 begann. Andrew Carnegie finanzierte den Bau des Konzerthauses und kam auch über viele Jahre hinweg für die Verluste auf, die der Betrieb des Hauses verursachte. Die Carnegie Hall hat sich heute als eines der weltweit bedeutendsten Konzerthäuser etabliert.

#### Pittencrieff Park
Seiner Heimatstadt Dunfermline stiftete Carnegie den Pittencrieff Park mit dem Pittencrieff House im Stadtzentrum in unmittelbarer Nähe zu Schloss und Kathedrale.
Die gepflegte, weitläufige Parkanlage umfasst auch einen kleinen botanischen Garten und steht den Bürgern ganzjährig zur Erholung offen.

#### Carnegie International
Carnegie gründete die älteste nordamerikanische Ausstellung für internationale zeitgenössische Kunst, die Carnegie International.

## Ehrungen
- Die Dinosaurierart Diplodocus carnegii, 1901 anhand eines zwei Jahre zuvor von Mitarbeitern des Carnegie Museum of Natural History gefundenen Skelettes beschrieben, wurde ihm zu Ehren benannt.
- Das Chartered Institute of Library and Information Professionals (CILIP) verleiht jährlich die Carnegie Medal für herausragende Kinder- und Jugendbücher.
- Seit 2003 trägt die Carnegie Range seinen Namen, ein Gebirgszug in Antarktika.

## Kritik
In der Biographie von Peter Krass wird beschrieben, dass in Carnegies Bild der amerikanischen Gesellschaft kein Platz war für die Erwähnung von Baumwoll- und Eisen-Arbeiter-Aufständen, bei denen die Polizeikräfte unterlegen waren, kein Wort von Sklaverei, von Umsiedlung der Indianer oder vom Frauenwahlrecht. Carnegie hatte ein selektives Gedächtnis; er zog es vor, Amerikas Schattenseiten zu ignorieren. So verdiente er mit seinen Stahlwerken Millionen, während die von ihm ausgebeuteten Arbeiter zu Dutzenden umkamen. Er zeigte keine Empathie für seine Verwandten oder seine schottische Herkunft.

## Werke
- The Autobiography of Andrew Carnegie and his Essay The Gospel of Wealth, with a new Introduction by Gordon Hunter. Signet Classics, 2006, ISBN 978-0-451-53038-7.
- Geschichte meines Lebens. Festa Verlag, 2006, ISBN 978-3-86552-050-0.
- Autobiography of Andrew Carnegie. Houghton Mifflin Company, Boston 1920
- The Gospel of Wealth. Book Jungle, 2007, ISBN 978-1-59462-628-9
- The Empire of Business (1902)
- Triumphant democracy; or, Fifty years' March of the Republic. (1886)